# دهستان اوچ‌تپه غربی
دهستان اوچ‌تپه غربی، یکی از دهستان‌های بخش مرکزی شهرستان ترکمانچای در استان آذربایجان شرقی ایران است. مرکز این دهستان، روستای خاتون‌آباد است.

## جمعیت
بر پایه سرشماری عمومی نفوس و مسکن در سال ۱۳۹۵، جمعیت دهستان اوچ‌تپه غربی برابر با ۱٬۷۳۵ نفر بوده است.